# Euptera pluto
Euptera pluto (Ward, 1873), chiamata anche l'euptera di Plutone, è una farfalla della famiglia Nymphalidae. Si trova in Liberia, Togo, Nigeria, Camerun, Gabon, Repubblica del Congo, Repubblica Centrafricana, Repubblica Democratica del Congo, Uganda e Zambia. Le larve si nutrono di specie Englerophytum.

## Sottospecie
- Euptera pluto pluto (sud della Nigeria, Camerun, Gabon, Congo, Repubblica Centrafricana, nord della Repubblica Democratica del Congo)
- Euptera pluto occidentalis Chovet, 1998 (Liberia, Togo)
- Euptera pluto primitiva Hancock, 1984 (Uganda: Katera, Repubblica Democratica del Congo: sud-est a Lualaba, Zambia nord-occidentale)